# Distrikt Mi Perú
Der Distrikt Mi Perú (Mi Perú spanisch für „Mein Peru“) liegt in der konstitutionellen Provinz Callao im zentralen Westen von Peru. Der Distrikt Mi Perú wurde am 17. Mai 2014 aus Teilen des Distrikts Ventanilla gebildet. Er hat eine Fläche von 2,82 km². Beim Zensus 2017 lebten 45.297 Einwohner im Distrikt. Der Distrikt ist identisch mit der 34 m hoch gelegenen Stadt Mi Perú.

## Geographische Lage
Der Distrikt Mi Perú liegt im Nordosten der Provinz Callao am Fuße eines Höhenrückens etwa 3,5 km von der Pazifikküste entfernt. Der Distrikt Mi Perú gehört zum Ballungsraum Lima.
Der Distrikt Mi Perú grenzt im Süden, Westen und Norden an den Distrikt Ventanilla sowie im Osten an den Distrikt Puente Piedra (Provinz Lima).

## Politik

### Regionalpolitik
Der Regionalrat der Region Callao ist die Volksvertretung auf Regionalebene mit gewissen gesetzgeberischen Kompetenzen. Die neun Ratsmitglieder werden alle vier Jahre in den peruanischen Regionalwahlen gewählt. Da die Region Callao nur aus einer einzigen Provinz besteht, repräsentieren die Ratsmitglieder anders als in den restlichen Regionen Perus nicht die einzige Provinz, sondern die Distrikte Callaos. Mi Perú wird durch ein Ratsmitglied repräsentiert. Bei den Regionalwahlen 2022 wurde Juan Carlos Amaya Bullón der Regionalpartei Contigo Callao zum Ratsmitglied von Mi Perú für die Periode 2023–2026 gewählt.

### Kommunalpolitik
Der Gemeinderat des Distrikts besteht aus acht Sitzen, von denen einer vom Bürgermeister besetzt wird. Der Bürgermeister sowie die Mitglieder des Gemeinderats werden alle vier Jahre in den peruanischen Kommunalwahlen gewählt. Bei der Kommunalwahl 2022 wurden der Bürgermeister und die Mitglieder des Gemeinderats für die Periode 2023–2026 gewählt. Zum Bürgermeister gewählt wurde Irvin Teodorico Chávez León der Partei Alianza para el Progreso (APP). Von den restlichen sieben Mitgliedern des Gemeinderats gehören fünf ebenfalls der APP an, zwei gehören Contigo Callao an.

## Verkehr
Die Nationalstraße PE-20 verläuft entlang der nordwestlichen Grenze des Distrikts zum Distrikt Ventanilla. Sie verbindet die Distrikte Callaos mit der Nationalstraße PE-1N, die Teil der Panamericana ist. Innerhalb Callaos ist die PE-20 auch als Avenida Néstor Gambetta bekannt.